# Het meisje en de dood
Het meisje en de dood (The Girl and Death, Das Mädchen und der Tod) is een film uit 2012 onder regie van de Nederlandse regisseur Jos Stelling.
Het tijdloze liefdesverhaal speelt zich af aan het eind van de 19e eeuw (de belle époque) in een oud hotel annex sanatorium ergens in het centrum van Europa. De opnamen zijn op locatie gemaakt in Tannenfeld, vlak bij de stad Gera in Thüringen. De film beleefde op zaterdag 29 september 2012 zijn wereldpremière in de stadsschouwburg te Utrecht tijdens de 32e editie van het Nederlands Filmfestival. Vanaf 15 november 2012 wordt de film in de Nederlandse bioscopen vertoond. 
De film is gebaseerd op een origineel script van Jos Stelling en Bert Rijkelijkhuizen. Zij lieten zich inspireren door liefdesverhalen uit de 19e eeuw, werken van Poesjkin en Tsjechov en begrippen als sehnsucht, afscheid en eindigheid.
Het is na Duska (2007) de tweede keer dat Jos Stelling werkt met de gerenommeerde Russische (Tsjechov-) acteur Sergey Makovetsky. Naast Sylvia Hoeks, die voor haar rol in Duska een Gouden Kalf ontving, worden de grote rollen ingevuld door de beroemde Russen Leonid Bichevin en Renata Litvinova en de Duitse Dieter Hallervorden, nu voor het eerst in een serieuze rol.
Het meisje en de dood won op 5 oktober 2012 een Gouden Kalf voor 'Beste Film', Beste Camera & Beste Geluid op het Nederlands Film Festival. In Milaan won de film de Leonardo’s Horse Award voor ‘Best Cinematography’& ‘Best Production Design’.

## Verhaal
De Russische arts Nicolai Borodinski (Sergey Makovetsky) keert na jaren terug naar de plek waar hij ooit zijn grote liefde ontmoette. In het nu oude, verlaten en vervallen hotel beleeft hij opnieuw de ontmoeting met de jonge courtisane Elise (Sylvia Hoeks). Hoe kortstondig hun onmogelijke liefdesrelatie ook was, het heeft op de jonge Nicolai (Leonid Bichevin) een onuitwisbare indruk gemaakt. Nicolai heeft haar nooit vergeten. Bij zijn terugkeer versmelten het heden en het verleden zich met elkaar.

## Rolverdeling
- Sylvia Hoeks | Elise
- Leonid Bichevin | Nicolai
- Sergey Makovetsky | Oude Nicolai
- Renata Litvinova | Nina
- Dieter Hallervorden | De Graaf
- Svetlana Svetlichnaya | Oude Nina
- Eva-Maria Kurz | Oude actrice